# Nancy Pierret
Pour les articles homonymes, voir Pierret.
Nancy Pierret, née le 18 mai 1974 à Bastogne (Belgique), est une illustratrice, principalement de en littérature jeunesse et une créatrice d'art belge.

## Biographie
Ses études d'institutrice maternelle accomplies, Nancy Pierret s'inscrit en illustration à l'Institut des beaux-arts de Saint-Luc à Liège dont elle sort diplômée en 1999.
Elle illustre son premier album jeunesse, Un bisou pour le Père Noël aux éditions Mijade en 2001, sur un texte d'Élisabeth Coudol. D'autres albums suivent chez Mijade et Casterman. Ils sont distribués dans différents pays du monde (Japon, Corée, Allemagne, Québec, Israël, Portugal, Espagne…).
Après avoir suivi différents stages donnés par des professionnels, elle se lance dans la création de poupées et marionnettes. Elle exerce également différentes techniques d'artisanat et anime des ateliers créatifs pour différentes associations.
Elle est l'invitée d'honneur du 10e Festival des arts de Cointe (Liège, juin 2014). En 2015, ses œuvres se voient exposées par la ville de Liège au musée le Grand Curtius, ainsi que dans différents centres culturels et bibliothèques.
À l'occasion de la Foire du livre de Bruxelles (édition 2016), elle a l'occasion, via la SCAM, de présenter son futur ouvrage, Margolette, entièrement créé par ses soins et à la recherche d'un éditeur.

## Famille
Nancy Pierret est entourée d'artistes dès son plus jeune âge, de par son frère aîné Michel Pierret, scénariste et dessinateur de bande dessinée, sa sœur Éliane Pierret, peintre et créatrice, mais encore son autre frère Eddy Pierret, sculpteur et artisan de la chaux.

## Style
Nancy Pierret aime récréer autour d’elle le monde de l’enfance‚ la magie du théâtre et du cirque et la féérie des contes,.

## Œuvres
- Elisabeth Coudol (scénario) et Nancy Pierret (dessins), Un bisou pour le Père Noël, Éditions Mijade, 2001  (ISBN 978-2-871-42550-2)
- Laurence Bourguignon (scénario), Nancy Pierret (dessins), Il y a un monstre dans les toilettes, Éditions Mijade, 2003  (ISBN 978-2-871-42474-1)
- Frédérique Krings (scénario), Nancy Pierret (dessins), Le Grand Livre du cirque, Éditions Casterman, 2003  (ISBN 978-2-203-00225-8)
- Juliette Valléry (scénario), Nancy Pierret (dessins), La Chasse aux fantômes, Éditions Mijade, 2004  (ISBN 978-2-871-42374-4)
- Laurence Bourguignon (scénario), Nancy Pierret (dessins), Bardada et Bardado, Éditions Mijade, 2005  (ISBN 978-2-871-42402-4)
- Véronique Caplain (scénario), Nancy Pierret (dessins), Une histoire de loup, Éditions Mijade, 2005  (ISBN 978-2-871-42458-1)
- Chantal Van Den Heuvel (textes), Nancy Pierret (dessins), Valentin dit non !, ; 2006, Éditions Mijade;  (ISBN 978-2-871-42523-6)
- Anne-Marielle Wilwerth, Pierre Coran, Carl Norac, Béatrice Libert (textes), Nancy Pierret (illustrations), D'îles en ailes, Éditions Couleur livres, 2012  (ISBN 978-2-870-03513-9)
- Béatrice Libert (textes), Nancy Pierret (dessins), Dans les bras du monde,  Éditions SOC & FOC, 2014  (ISBN 978-2-912-36088-5)